# Roland Schwarzwälder
Roland Schwarzwälder (* 19. September 1953) ist ein ehemaliger deutscher Fußballspieler. Er absolvierte in der Saison 1976/77 insgesamt 14 Spiele in der 2. Fußball-Bundesliga für den BSV Schwenningen und erzielte dabei ein Tor.

## Laufbahn
Zur letzten Runde der alten zweitklassigen Fußball-Regionalliga Südwest, 1973/74, kam der Nachwuchsstürmer Roland Schwarzwälder vom TuS Landstuhl zum SV Alsenborn. Neben dem Amateur aus Landstuhl kam auch noch Gerd Schwickert von TuS Neuendorf in das Pfalzdorf bei Kaiserslautern. Am ersten Saisonspieltag, am 12. August 1973, wurde er beim Auswärtsspiel gegen Borussia Neunkirchen von Trainer Werner Mangold eingewechselt. An der Seite seines Namensvetters und Torhüters Franz Schwarzwälder, Abwehrspieler Walter Frosch und Mittelfeldstratege Karel Nepomucký absolvierte er sieben Spiele.
In der Saison 1975/76 gehörte er der Mannschaft des BSV Schwenningen in der Amateurliga Schwarzwald-Bodensee an, welche die Meisterschaft gewann und sich nach einem 4:0-Erfolg gegen die SpVgg Ludwigsburg für die 2. Fußball-Bundesliga qualifizierte. Es kamen zwar mit Torhüter Dragan Mutibarič, Wolfgang Lex, Franz Michelberger und Helmut Haller Akteure aus dem Profibereich zur Mannschaft von Trainer Michael Pfeiffer, aber der BSV hatte keine Chance die Klasse zu erhalten. Mit 31:102 Toren und 15:61 Punkten stieg Schwenningen sofort wieder in das Amateurlager ab. Schwarzwälder war in 14 Spielen aktiv und hatte ein Tor für die Blau-Weißen aus dem Gustav-Strohm-Stadion an der Seite von Abwehrtalent Karl-Heinz Wöhrlin erzielt. Am 38. Spieltag, den 21. Mai 1977, gehörte er der Sturmformation von Schwenningen beim letzten Saisonspiel beim FK Pirmasens (2:2) an. In der Runde 1977/78 war er in den drei ersten Hauptrunden des DFB-Pokals gegen die Konkurrenten Viktoria 89 Berlin (3:2 n. V.), SV Ottweiler (4:0) und Schwarz-Weiß Essen (1:2 n. V.) für Schwenningen im Einsatz.